# マルコ・ミロヴァノヴィッチ
マルコ・ミロヴァノヴィッチ（Marko Milovanović、2003年8月4日 - ）は、セルビア・スメデレヴォ出身のサッカー選手。FCアルヴェルカ所属。ポジションはFW。

## クラブ経歴
パルチザン・ベオグラードの下部組織を経て、2021年7月17日、FKプロレテル・ノヴィ・サドとのリーグ戦にてパルチザンでのトップチームデビューを果たした。同年12月1日、セルビア・カップのGFKドゥボチツァ戦でプロ初ゴールを挙げると、5日後のFKノヴィ・パザルとの試合でリーグ戦における初得点を記録した。
2022年7月11日、スペインのUDアルメリアに移籍金約350万ユーロで移籍し、6年契約を結んだ。
2025年7月15日、ポルトガルのFCアルヴェルカに1年間の期限付き移籍で加入。